# Синегорское сельское поселение (Ростовская область)
Синегорское сельское поселение — муниципальное образование в Белокалитвинском районе Ростовской области.
Административный центр поселения — посёлок Синегорский.

## Административное устройство
В состав Синегорского сельского поселения входят:
- посёлок Синегорский,
- посёлок Боярышниковый,
- посёлок Виноградный,
- хутор Западный,
- посёлок Мельничный,
- хутор Почтовый,
- посёлок Углекаменный,
- посёлок Ясногорка.

## Население
| 2010  | 2012  | 2013  | 2014  | 2015  | 2016  | 2017  |
| ----- | ----- | ----- | ----- | ----- | ----- | ----- |
| 8274  | ↘8134 | ↘7969 | ↘7770 | ↘7662 | ↘7530 | ↘7421 |
| 2018  | 2019  | 2020  | 2021  |       |       |       |
| ↘7310 | ↘7173 | ↘7028 | ↘6900 |       |       |       |